# Паночіні Алоїз Йосипович
Алоїз Йосипович Паночіні (справжнє прізвище Поноцний, чеськ. Ponocný; близько 1820, Чехія — 23 червня 1863, Київ) — український музикант і музичний педагог.

## Біографія
Народився близько 1820 року в Чехії. За походженням чех. Закінчив Головне училище в Пльзені. З 1852 викладав музику в Київському інституті шляхетних дівчат, з 1854 року — німецьку мову в Першій київській гімназії. В 1852–1855 роках у Паночіні навчався гри на фортепіано в пансіоні Гедуена Микола Лисенко. Автор фортепіанних п'єс.
Помер в Києві 23 червня 1863 року. Похований на Байковому кладовищі (стара частина).